# Federacja Jurajska

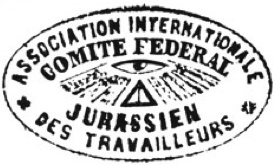
Logo Federacji Jurajskiej z 1872 roku.

Federacja Jurajska – szwajcarska organizacja anarchistyczna, założona w Saint-Imier 9 października 1870 z inicjatywy grup należących do I Międzynarodówki i wchodząca przez pewien okres w jej skład, jako jedna z sekcji krajowych. Zrzeszała głównie zegarmistrzów z regionu Jury szwajcarskiej. Najbardziej znani działacze z nią związani to postacie takie jak James Guillaume, Élisée Reclus, Paul Brousse i Piotr Kropotkin.

## Charakterystyka
Federacja Jurajska była główną siłą anarchistyczną w I Międzynarodówce, próbującą nadać jej wolnościowy charakter i zasady działania. Według poglądów i metod organizacji, zgodnie z którymi funkcjonowała Federacja Jurajska, podstawą Międzynarodówki były sekcje, a nie Rada Generalna, za którą opowiadali się zwolennicy Marksa, miała więc mieć charakter oddolny. Sekcje mogły być zawodowe, np. związki zawodowe, albo skupione na jakimś konkretnym celu, np. badań nad konfliktami społecznymi, czy sekcje propagandowe itp. Decyzje powinny w nich zapadać na zasadzie konsensusu, chociaż przy jego braku dopuszczalne było głosowanie i podejmowanie decyzji metodą większościową. Do konkretnych spraw powoływano komitety lub komisje.
Kolejny poziom struktury to federacje regionalne lub zawodowe, niekiedy także federacje skupiające sekcje o tych samych konkretnych celach. W 1871 na terenie Jury istniało 27 sekcji, 11 w 1873 i 21 sekcji w 1876 r.
Ciałem koordynującym działalność Federacji Jurajskiej był komitet, w którym każda z sekcji miała swojego przedstawiciela. Corocznie starano się również przeprowadzać kongresy Federacji.
Z tej perspektywy działalność całej Międzynarodówki miała sprowadzać się do koordynowania działań sekcji, a Biuro Federalne – anarchistyczny odpowiednik Rady Generalnej – zajmować się wyłącznie statystyką i korespondencją. Taki charakter miała „Międzynarodówka antyautorytarna”, która powstała po rozłamie w Międzynarodówce na anarchistów i marksistów, po kongresie w Hadze w 1872 r. Decyzje dotyczące całej Międzynarodówki antyautorytarnej zapadały na corocznych kongresach, odbywających się rotacyjnie – organizowanych przez różne sekcje krajowe. Postanowienia były obligatoryjne tylko dla tych sekcji, które zaaprobowały rezolucje.
Organem prasowym Federacji był „Bulletin de la Fédération Jurasienne”, którego redaktorem był James Guillaume w latach 1872–1878, a potem jej poglądy reprezentował dwutygodnik „Le Révolte” redagowany przez Kropotkina.
Federacja Jurajska działała w zasadzie do końca lat 70. XIX wieku, kiedy to w ruchu anarchistycznym zakończył się okres dominacji anarchokolektywizmu, a zaczął dominować anarchokomunizm.